# Équipe de l'île de Man de football
Maillots
L'équipe de l'île de Man de football est constituée par une sélection des meilleurs joueurs mannois sous l'égide de la Isle of Man Football Association (en), crée en 1890. Elle n'est pas membre de la FIFA. Les clubs sont cependant membre de la FA League et participent aux compétitions anglaises.
L'île de Man joue chaque année la Coupe des nations celtiques, tournoi semi-professionnel entre l'île de Man, l'Écosse, l'Irlande et l'Irlande du Nord. Ils ont gagné cette compétition en 2000 en battant l'Écosse 1-0 en finale. Elle participe également aux tournois de football des Jeux des Îles depuis 1993.

## Palmarès

### Tournoi Gibraltar Football Amateur
| Année          | Position | MJ | V | N | D | BP | BC |
| -------------- | -------- | -- | - | - | - | -- | -- |
| Gibraltar 2004 | 2e       | 2  | 1 | 0 | 1 | 5  | 2  |
| Total          | 1/1      | 2  | 1 | 0 | 1 | 5  | 2  |

### International Shield
| Année           | Position | MJ | V | N | D | BP | BC |
| --------------- | -------- | -- | - | - | - | -- | -- |
| Gibraltar 2012, | 3e       | 2  | 1 | 0 | 1 | 3  | 3  |
| Total           | 1/1      | 2  | 1 | 0 | 1 | 3  | 3  |

### Tournoi de football Inter-Jeux des Îles
| Année         | Position | MJ | V | N | D | BP | BC |
| ------------- | -------- | -- | - | - | - | -- | -- |
| Anglesey 2019 | 3e       | 4  | 3 | 0 | 1 | 20 | 5  |
| Total         | 1/1      | 4  | 3 | 0 | 1 | 20 | 5  |

### Coupe des nations celtiques
| Année                | Position | MJ | V | N | D  | BP | BC |
| -------------------- | -------- | -- | - | - | -- | -- | -- |
| Irlande 1994         | -        | -  | - | - | -  | -  | -  |
| Écosse 1995          | -        | -  | - | - | -  | -  | -  |
| Île de Man 1996      | 2e       | 1  | 0 | 0 | 1  | 1  | 2  |
| Irlande du Nord 1997 | -        | -  | - | - | -  | -  | -  |
| Irlande 1998         | -        | -  | - | - | -  | -  | -  |
| Île de Man 2000      | 1er      | 1  | 1 | 0 | 0  | 2  | 0  |
| Irlande du Nord 2001 | 4e       | 3  | 0 | 1 | 2  | 1  | 4  |
| Irlande 2003         | 2e       | 3  | 1 | 2 | 0  | 5  | 4  |
| Écosse 2005          | 4e       | 3  | 0 | 1 | 2  | 2  | 7  |
| Île de Man 2008      | 4e       | 3  | 0 | 1 | 2  | 4  | 7  |
| Irlande du Nord 2010 | 3e       | 3  | 0 | 2 | 1  | 3  | 4  |
| Irlande 2013         | 4e       | 3  | 0 | 0 | 3  | 1  | 13 |
| Écosse 2017          | 4e       | 3  | 0 | 0 | 3  | 3  | 9  |
| Total                | 9/13     | 23 | 2 | 7 | 14 | 22 | 55 |

### Parcours au tournoi deFootball aux Jeux des Îles
| Année             | Position                   | MJ                         | V                          | N                          | D                          | BP                         | BC                         |
| ----------------- | -------------------------- | -------------------------- | -------------------------- | -------------------------- | -------------------------- | -------------------------- | -------------------------- |
| Îles Féroé 1989   | -                          | -                          | -                          | -                          | -                          | -                          | -                          |
| Îles Åland 1991   | -                          | -                          | -                          | -                          | -                          | -                          | -                          |
| Île de Wight 1993 | 2e                         | 4                          | 2                          | 0                          | 2                          | 8                          | 7                          |
| Gibraltar 1995    | 8e                         | 4                          | 0                          | 0                          | 4                          | 2                          | 12                         |
| Jersey 1997       | -                          | -                          | -                          | -                          | -                          | -                          | -                          |
| Gotland 1999      | 2e                         | 5                          | 3                          | 1                          | 1                          | 20                         | 6                          |
| Île de Man 2001   | 7e                         | 4                          | 2                          | 0                          | 2                          | 14                         | 8                          |
| Guernesey 2003    | 2e                         | 4                          | 3                          | 0                          | 1                          | 9                          | 5                          |
| Shetland 2005     | 4e                         | 5                          | 2                          | 1                          | 2                          | 12                         | 7                          |
| Rhodes 2007       | -                          | -                          | -                          | -                          | -                          | -                          | -                          |
| Îles Åland 2009   | 4e                         | 5                          | 3                          | 0                          | 2                          | 12                         | 10                         |
| Île de Wight 2011 | 8e                         | 4                          | 2                          | 1                          | 1                          | 13                         | 6                          |
| Bermudes 2013     | -                          | -                          | -                          | -                          | -                          | -                          | -                          |
| Jersey 2015       | 2e                         | 5                          | 4                          | 0                          | 1                          | 21                         | 5                          |
| Gotland 2017      | 8e                         | 5                          | 5                          | 0                          | 0                          | 24                         | 5                          |
| Gibraltar 2019    | Pas de tournoi de football | Pas de tournoi de football | Pas de tournoi de football | Pas de tournoi de football | Pas de tournoi de football | Pas de tournoi de football | Pas de tournoi de football |
| Guernesey 2021    | -                          | -                          | -                          | -                          | -                          | -                          | -                          |
| Total             | 10/15                      | 45                         | 26                         | 3                          | 16                         | 135                        | 71                         |

## Équipes rencontrées
| Adversaire           | Joués | Victoires | Matchs nuls | Défaites | Buts pour | Buts contre |
| -------------------- | ----- | --------- | ----------- | -------- | --------- | ----------- |
| Guernesey            | 6     | 1         | 0           | 5        | 8         | 19          |
| Îles Shetland        | 5     | 3         | 1           | 1        | 12        | 6           |
| Îles Malouines       | 5     | 5         | 0           | 0        | 31        | 3           |
| Åland                | 4     | 1         | 0           | 3        | 4         | 7           |
| Jersey               | 4     | 4         | 0           | 0        | 6         | 7           |
| Anglesey             | 4     | 2         | 0           | 2        | 5         | 5           |
| Gotland              | 3     | 2         | 1           | 0        | 12        | 8           |
| Hébrides extérieures | 3     | 2         | 0           | 1        | 14        | 4           |
| Groenland            | 2     | 1         | 0           | 1        | 6         | 4           |
| Gibraltar            | 2     | 0         | 0           | 2        | 1         | 3           |
| Saaremaa             | 2     | 1         | 1           | 0        | 6         | 2           |
| Île de Wight         | 2     | 1         | 0           | 1        | 5         | 2           |
| Hitra                | 2     | 2         | 0           | 0        | 18        | 0           |
| Aurigny              | 1     | 1         | 0           | 0        | 7         | 0           |
| Rhodes               | 1     | 0         | 0           | 1        | 1         | 3           |
| Minorque             | 1     | 0         | 1           | 0        | 2         | 2           |
| Total                | 47    | 26        | 4           | 17       | 118       | 75          |

## Personnalités de l'équipe de l’Île de Man de football

### Sélectionneurs
| Sélectionneur       | Période       | Matchs | Gagnés | Nuls | Perdus | Gagnés % |
| ------------------- | ------------- | ------ | ------ | ---- | ------ | -------- |
| ?                   | 1993          | 4      | 2      | 0    | 2      | 50%      |
| G.Porter et P.Goram | 1995          | 4      | 0      | 0    | 4      | 0%       |
| ?                   | 1999-2005     | 20     | 11     | 2    | 7      | 55%      |
| Kevin Manning       | 2009-2012     | 11     | 6      | 1    | 4      | 54.54%   |
| Nick Hurt           | 2014-2017     | 10     | 9      | 0    | 1      | 90%      |
| Paul Jones,         | 2019-en cours | 4      | 3      | 0    | 1      | 75%      |
| Totals              | Totals        | 53     | 31     | 3    | 19     | 58.49%   |

### Présidents de l'Association de football de l'île de Man
| Nom                                  | Période         |
| ------------------------------------ | --------------- |
| James Nelson Hamilton McAlister Kerr | 1890 - 1891     |
| Tony Jones                           | 2001 - 2019     |
| A.C Mepham                           | 2019 - en cours |